# Shaman (piosenkarz)
Shaman, właśc. Jarosław Jurjewicz Dronow (ros. Ярослав Юрьевич Дронов; ur. 22 listopada 1991 w Nowomoskowsku) – rosyjski piosenkarz. Reprezentant Rosji w Konkursie Piosenki Interwizji (2025).

## Kariera
Zadebiutował w 2013 biorąc udział w trzecim sezonie rosyjskiego X-Factor. Rok później wziął udział w rosyjskim The Voice w którym zajął 2. miejsce. W latach 2014–2017 należał do zespołu Czas pik. W 2022 wydał singel „Ja russkij”.
19 maja 2025 został wybrany wewnętrznie na reprezentanta Rosji w 10. Festiwalu Interwizji. 6 czerwca ogłoszono, że będzie reprezentował Rosję z utworem „Priamo po sierdcu”.

## Kontrowersje
Od początku rosyjskiej wojny przeciwko Ukrainie wielokrotnie uczestniczył w koncertach organizowanych przez Kreml, w tym w obchodach rocznicy rozpoczęcia wojny i w koncertach odbywających się w okupowanych regionach Ukrainy, także biorąc udział w imprezach rozrywkowych dla żołnierzy rosyjskich sił zbrojnych.
Decyzją z dnia 24 czerwca 2024 Rada Unii Europejskiej nałożyła na Dronowa sankcje za wspieranie działań podważających integralność terytorialną i suwerenność Ukrainy.

## Dyskografia

### Albumy
| Rok  | Dane dot. albumu                                                                                              |
| ---- | --- |
| 2021 | Sdiełano w Rossii - Wydany: 9 września 2023 - Wytwórnia: niezależne - Format: CD, digital download, streaming |

### Single
| Rok  | Tytuł                     | Album             |
| ---- | ------------------------- | ----------------- |
| 2020 | „Łuna”                    | –                 |
| 2020 | „Lod”                     | –                 |
| 2020 | „Jesli tiebia niet”       | –                 |
| 2020 | „Wspominaj mienia”        | –                 |
| 2020 | „W niewiesomosti”         | –                 |
| 2021 | „Samaja”                  | –                 |
| 2021 | „Rodnaja”                 | Sdiełano w Rossii |
| 2021 | „Diewoczka – wiesna”      | –                 |
| 2021 | „Ogon”                    | –                 |
| 2021 | „Mołodost”                | –                 |
| 2021 | „Tajali”                  | –                 |
| 2021 | „Uletaj”                  | Sdiełano w Rossii |
| 2021 | „Mokryj dożd”             | –                 |
| 2022 | „Tieriajem my lubow”      | Sdiełano w Rossii |
| 2022 | „Wstaniem”                | Sdiełano w Rossii |
| 2022 | „Ty moja”                 | Sdiełano w Rossii |
| 2022 | „Do samogo nieba”         | Sdiełano w Rossii |
| 2022 | „Ja russkij”              | Sdiełano w Rossii |
| 2022 | „Worony moi”              | –                 |
| 2023 | „Ispowied”                | Sdiełano w Rossii |
| 2023 | „Moja Rossija”            | Sdiełano w Rossii |
| 2023 | „Samyj russkij chit”      | Sdiełano w Rossii |
| 2023 | „My”                      | Sdiełano w Rossii |
| 2023 | „Miod”                    | Sdiełano w Rossii |
| 2023 | „Moj boj”                 | Sdiełano w Rossii |
| 2023 | „Za toboj”                | Sdiełano w Rossii |
| 2023 | „Griesznaja lubow”        | Sdiełano w Rossii |
| 2023 | „Da”                      | Sdiełano w Rossii |
| 2023 | „Spasibo”                 | Sdiełano w Rossii |
| 2023 | „Daj żaru”                | Sdiełano w Rossii |
| 2023 | „Sierdce płaczet i bolit” | Sdiełano w Rossii |
| 2024 | „Żywoj”                   | –                 |
| 2024 | „Mama”                    | –                 |
| 2024 | „Riekwijem 22.03.24”      | –                 |
| 2024 | „Czornyj woron”           | –                 |
| 2024 | „Lubimaja żenszczina”     | –                 |
| 2024 | „Dusza naraspaszku”       | –                 |